# 全日本自治団体労働組合
全日本自治団体労働組合（ぜんにほんじちだんたいろうどうくみあい、略称：自治労（じちろう）、英語：All-Japan Prefectural and Municipal Workers Union、略称：JICHIRO）は、日本の産業別労働組合であり、地方自治体職員・公立病院職員などによる労働組合の連合体、合同労働組合でもある。旧総評傘下であり、日本労働組合総連合会（連合）傘下の主要組合。2020年までは社民党を支持する県本部もあったものの、現在は立憲民主党のみに組織内国会議員が存在し、社民党とは連携に留めている。旧・民主党の結成前は社民党（旧・日本社会党）にのみ組織内国会議員がいた。
他にも、公務公共サービス労働組合協議会（公務労協）、国際公務労連（PSI）、国際運輸労連（ITF）に加盟している。

## 概説
地方自治体の一般職員ほか、現業、公営企業、公共サービス団体、衛生・医療、社会福祉、国民健康保険連合会及び公営競技公営交通の労働者が加入している。また、組織統合により合同労働組合の役割も受け持つようになった。
自治労がウェブサイトで公表している組合員数は、2,569単組・約74万人（厚生労働省平成29年労働組合基礎調査によれば79万2,000人）となっており、官公労の中では日本最大で、単位産業別組合（単産）としてはUAゼンセンに次ぐ第二位の組合である。また立憲民主党および社会民主党の主な支持団体の一つであり、両党に組織内候補を輩出している。

## 歴史

### 起こり
戦前、大阪市や横浜市などの職員（雇員）による労働組合が結成されたが、1940年前後に一旦解散している（大日本産業報国会の成立の影響）。
戦後、大阪市や横浜市で市職員の労働組合が再建され、GHQの労働組合育成の方針と相まって、全国各地の自治体にも職員による労働組合が結成されていった。
その後、1947年結成の日本自治団体労働組合総連合会（自治労連）の下に統一され、全日本産業別労働組合会議（産別会議）に加盟していた。だが、組織での日本共産党の勢力を排除したい産別民主化同盟（民同）系が自治労連を離脱し、1949年11月28日に全日本自治団体労働組合協議会（自治労協）を組織した。1954年1月29日、自治労連と自治労協は自治水協などと再統合し、全日本自治団体労働組合（自治労）を結成した。地方公務員法の職員団体と、地方公営企業労働関係法の労働組合の連合体としての発足であった。
自治労はかつて日本労働組合総評議会（総評）に加盟し、以来総評内で左派路線を歩んだ。
一方、各地の市長選挙での対応をめぐる対立などを端緒に、当時の自治労の左派色を嫌った一部の加盟組合が脱退し、1970年に同盟系（旧民社党系）の全国自治団体労働組合連合（全官公・自治労連）を結成した。

### 組織の拡大と性格の変化
55年体制下では長らく日本社会党を支持し、国政選挙には参議院の全国区議員を4人（半数改選のたびに東西で1人ずつ）と、若干の選挙区議員、衆議院議員を組織内議員とするにとどまっていた。しかし、北海道では北海道教職員組合や日本炭鉱労働組合、国鉄労働組合などと並んで国政選挙および地方選挙で実働部隊を担ってきた。
1960年代後半から、定年制導入反対闘争や折からの労働運動の盛り上がりなどから、それまで上部団体を持たなかった自治体職員の職員団体・労働組合が自治労に加盟し、1970年代、日本最大の単産になった。
1970年頃から自治労は、自治体の外郭団体や社会福祉法人などの労働組合の加入を認め、1982年、自治労200万建設運動によって、自治体の臨時職員、公社や事業団などの外郭団体職員など大きく組織化の対象を広げた。
1982年には、地方公務員の単産という性格をもちながらも、自治体が経営に関与する職場で働く労働者を組合員にしていく路線を是認する方向で「自治労200万建設運動」の方針が決定し、大きく組織の位置づけを広げるはずであった。しかし、その後の連合への合流をめぐる主流派、反主流派の対立等で組織拡大はその目標どおりには進まず、1992年の「地域公共サービス産別建設」の方針決定まで、地方公務員の単産としての性格が大きく変わることはなかった。

### 連合の結成と組織分裂
連合の結成に至る一連の流れでは組織分裂を引き起こした。
連合の結成をめざす勢力は、「民間先行による労働戦線統一の基本構想（のちの連合の綱領路線）」（1981年）で、「自由にして民主的な労働組合」の路線と「西側の一員」論の立場に立ち、国際自由労連（ICFTU）加盟、批判勢力（共産党など）の排除を求めた。この動きを日本共産党の影響力の強い自治労反主流派（全国大会レベルで、約4分の1の勢力を持っていた）は、「労使協調」路線など特定の運動路線を踏み絵に、これを容認する組合だけを結集する「労働戦線の右翼的再編」、「産業報国会化」であり、政府・財界主導による国民・労働者犠牲の臨調・行革攻撃を支持し推進する「反共・労使一体、体制擁護」の路線に屈服する「労働運動の右傾化」だと批判した。反主流派は、1989年3月に自治労を事実上離脱し、自治体労組全国連絡協議会（自治体連絡協）＝後の日本自治体労働組合総連合（全労連・自治労連）を結成した。
自治労本部は、自治体連絡協に参加した単組のうち脱退を通告してきた組織の脱退を承認、脱退通告のないまま連絡協に参加した単組を独自に「脱退と判断」して自治労から除外する事を明確にする一方、産別帰属が明確でない加盟単組を「特別組織対策単組」に指定し、権利・義務関係を凍結、期限までに明確な態度を示さない単組は自治労から脱退したとみなす（事実上の除名処分）と通告して自治労結集を迫るなど正面からの対決を選んだ。
結果、29都道府県で自治労連の県本部が結成され、反主流派が主導権を持っていた自治労の7府県の本部（岩手県、埼玉県、千葉県、静岡県、愛知県、京都府、愛媛県）は一時、本部による直接の代理執行が行われるなど、機能に支障をきたしたものの、1990年3月までに全府県本部の再建を終え、反主流派主導だった東京都職労で多数を制するなど、上々の成果を挙げたとの総括がされた。
また、「血を流してでも共産党と対決して連合に参加し、その主導権をとる」との決断を自治労執行部が行ったことが、その後の総評解散、総評系官公労の連合なだれ込みによる全的統一の実現を決定づけたとされる。ただし、連合はもともとIMF-JCの加盟単産が核となり、民間単産が先行して結成された経緯があるため、IMF-JCにも民間労組中心の同盟にも系譜を持たない自治労は、組合員数で連合の15％以上を占めている割には影響力は小さいと見る向きもある。

### 組織拡大への挑戦と再編の時代
1989年参院選および1990年衆院選においては、土井たか子による「おたかさんブーム」により、日本社会党や連合の会の候補が大量当選を果たした。日本社会党は、ほとんどの国会議員候補に対し、中心的に支援する責任単産を決め、組織内議員候補として位置づける慣習があった。当時、国労は国鉄分割民営化の過程で組織が弱体化、日教組は組織率の低下、全電通や全逓は組合員数の減少などで、組織内議員を絞り込んでいたが、自治労が大量の新人候補を組織内議員として抱え、結果として、政治的影響力が強まった。仙谷由人、筒井信隆（のちにJAM単独の組織内議員）のほか、伊東秀子、長谷百合子等、これらの選挙で当選した新人議員の少なくない数が自治労組織内議員であった。
1992年には自治労の産業別組合としての位置づけを「地域公共サービス産別」として、組合員を地方公務員や自治体が設置した外郭団体などの職員のほか、自治体の委託先企業の労働者をはじめ、公的サービスに従事する民間企業労働者を対象として広げた。加盟組合は、地方公務員、自治体が設立した公社・事業団等の職員、自治体の事業を受託する企業、社会福祉法人等の職員などの労働組合のほか、民間病院、専門学校、地区の医師会、土地改良連合会、NPO法人などの職員による労働組合もある。同年には自民党政権を倒すことを基本として「民主リベラル勢力」による政権交代をめざすとした政治目標を決定した。
1993年には、日本社会党を含む8党派連立により細川連立政権が発足し、政権交代が実現した。しかし、細川政権は短命に終わり、その後の政界再編成の混乱から、1994年には自社さ連立政権の誕生により、組織内議員の村山富市が首相に就任した。日本社会党書記局・政策審議会などとともに、自治労は村山政権の政策面を支える役割を負い、介護保険制度の創設などでは、シンクタンク的役割と、国民運動を支える役割を負った。
その一方で1992年の定期大会で決定した「民主リベラル勢力」による政権交代をめざすとした政治目標と、自民党を含む連立政権とは相容れないものであったため、その克服が課題となった。自治労は1996年の村山首相の退陣後、連合の一員として、第三極として民主党結成を支援し、多くの組織内議員が参加した。一方で東北・北信越・四国・九州では自社さ連立政権に参加していた社民党を引き続き支持し続ける事例も存在し、支持政党が民主・社民の両党に分かれた。（13県本部は社民党支持）
小泉政権が発足した後の2001年9月、保険会社との間の積立型共済の運用金の取扱手数料をめぐる裏金疑惑が発覚し、東京地検特捜部の捜査が行われ、法人税法違反の罪などで後藤森重・元中央執行委員長ほか2人が逮捕された（のちに執行猶予付の有罪判決）。この事件を受けて、自治労内に「再生委員会」が発足した。再生委員会は、内部統制の強化や経理の改革などの事件の処理を行うとともに、未組織労働者の組織化などを通じて社会的責任を全うするべきとの方向性を打ち出した。
2000年代からは、同じ自治体関連労組との組織統合が始まり、2002年9月5日には公営競技の組合である全国競走労働組合と、2006年1月1日には合同労働組合である全国一般労働組合と組織統合を果たした。
2001年には日本都市交通労働組合（都市交）、全日本水道労働組合（全水道）との組織統合の話が持ち上がった。自治労・都市交・全水道の三単産は2006年4月14日に地公三単産組織統合準備会を発足させ、完全な統合をめざし、過渡的な連合体として、2007年秋に地域公共サービス労働組合連合会（地域公共連合）を発足させた。これにあわせ、連合への加盟形態も、地域公共連合に変更した。2008年5月には石川県輪島市で開かれた中央委員会において、三単産の統合に伴い、自治労の名称変更をも視野に入れた基本方針が、執行部から提案され可決された。
しかし、2009年5月に組織統合は断念された。その後、地域公共連合は解散し、連合の加盟単位も、それぞれの自治労、全水道、都市交に戻した。
その後協議を進め、2013年1月の臨時大会で、都市交との組織統合に向けた内部合意をとりつけ、6月1日に都市交と組織統合を果たした。
自治労は、組織拡大に積極的に挑戦し、非正規労働が社会問題化する直前の2005年から自治体の臨時・非常勤職員の組合員化を組織拡大の前面に立てている。しかし、1999年から2006年までのいわゆる「平成の大合併」による地方公務員数の抑制、行革による自治体の外郭団体や委託先事業の整理などが響き、組合員数の減少が続いている。
2001年の第19回参議院議員通常選挙では、自治労組織内候補の民主党・朝日俊弘の比例区での個人得票が約21万票、2004年の第20回参議院議員通常選挙では、同じく組織内候補の民主党・高嶋良充の比例区での個人得票が約17万票にとどまるなど、その集票力に陰りが見えたとも言われたが、2007年の第21回参議院議員通常選挙では中央執行委員（組織局次長）の相原久美子が約50万票を獲得し、民主党の比例代表候補者の個人得票としては、第1位となった。しかし、2010年の第22回参議院議員通常選挙で、高嶋良充の後継となった特別執行委員の江崎孝の得票は約13万票であり、前回参院選の得票から大きく減らす結果となった。
13県本部は引き続き社民党から組織内候補を擁立し、又市征治と吉田忠智が安定して15万票前後の得票を獲得している。吉田は社民党そのものの党勢後退により第24回参議院議員通常選挙で落選したが、第25回参議院議員通常選挙では又市の後継候補として国政復帰している。
2017年10月に民進党が事実上分裂する形で立憲民主党および希望の党が結成されると、連合傘下の産別組織では最初に立憲民主党への支持を明確化し、組織内議員の1人である江崎も2017年12月に立憲民主党に移籍した。立憲民主党として初めて挑んだ第25回参議院議員通常選挙では岸真紀子が約15万票を獲得し、立憲民主党比例名簿1位となった。

### 年表
- 1949年11月28日 - 自治労連を離脱した民同系組織が全日本自治団体労働組合協議会（自治労協）を結成する。
- 1954年1月29日 - 自治労連、自治労協、自治水協が再統合し全日本自治団体労働組合（自治労）を結成した。当時の実勢は252単組、23万9000人であった。
- 1957年7月30日 - 加盟していた官公労が第8回定期大会で解散した。
- 1960年2月29日 - ほかの地方公務員、国家公務員の単産と公務員共闘会議（公務員共闘）を結成した。
- 1966年10月21日 - 公務員共闘の構成組織として、１時間の時限ストライキを実施した。人事院勧告の完全実施などを要求した。自治労では271単組が1時間実施、221単組が1時間未満30分以上が221などであった[12]。
- 1968年6月30日 - 労働省調査で、組織人員が83万6090名とされた。
- 1968年10月8日 - 公務員共闘の構成組織として、1時間ストライキを実施した。22県、48市で指令通り完全に行われた。人事院勧告の完全実施を要求したもの。
- 1969年7月10日 - 定年制法案に反対して、30分の統一ストを実施した。府県の44単組中、16単組で完全実施された。
- 1968年11月13日 - 人事院勧告の完全実施を要求し、最大1時間30分の統一ストを行った。
- 1970年10月17日 - 日本労働組合総評議会が「スト権奪還、労働基本権確立」全国統一行動を実施し、自治労は10分間のストを行った。公務員共闘、公労協の各単産もストを行った。
- 1972年8月28日 - 自治労第22回定期大会が開催された（～8月31日。和歌山県白浜）。役員選挙を経て委員長は栗山益夫から長尾文吉に、書記長は安養寺俊親から丸山康雄（前回大会期では副委員長）に交代した。
- 1973年4月17日 - 初の半日ストをおこなった。半日は802単組約65万人、1時間は632単組約20万人が参加した。
- 1974年4月11日 - 1974年春闘共闘委員会の指導する「決戦ゼネスト」に参加し、最大１日の統一ストを行った。1日及び半日は1459単組73万9461名、1時間以上は265単組4万1580名が参加した。続く4月13日にも半日の統一ストを反復した。半日は1138単組65万7369名、1時間以上は245単組5万4697名が参加した。
- 1989年3月 - 統一労組懇系の反主流派が自治体労組全国連絡協議会（自治体連絡協）を結成した。自治労本部は自治体連絡協に参加した単組の脱退手続きをとった。

## 綱領的文書
自治労は、運動の理念や方向性を示すものとして、1954年の結成時に綱領を制定し、1976年に改定を行った。しかし、その内容は古典的な社会主義色が濃いものであり、地方公務員以外の組合員に共有が難しいものであった。このため、2003年9月の定期大会（続開大会）において、新たな綱領的文書として「自治労（綱領）自治労21世紀宣言」を新しく決定した。
- 自治労（綱領）自治労21世紀宣言
  - 1. わたしたちは、「自由・公正・連帯」の社会の創造にむけ、国内外の民主的な諸団体と連携して労働運動の前進を期す。
  - 1. わたしたちは公共サービスを担うすべての労働者・労働組合を結集し、対等な労使関係を確立して組合員の生活と権利の向上をはかる。
  - 1. わたしたちは市民と労使の協働で、有効で信頼される政府を確立し、市民の生活の質を保障する公共サービスを擁護・充実する。
  - 1. わたしたちは、自治・分権改革の進展にたゆまず努め、参加と自己決定による自立した市民社会、生活と労働の調和する男女平等参画社会を実現する。
  - 1. わたしたちは、安心・安全・信頼の協力社会を構築し、基本的人権の確立・世界平和の創造・地球環境との共生をめざす[13]。

## 政治運動・支援議員
かつては日本社会党、1998年の民主党結成以降は民主党系政党である立憲民主党および社会民主党（旧日本社会党）に組織内議員を輩出している。
民主党にとって最大の支援組織である連合の中で最大組織は自治労（全日本自治体労働組合）である、2007年の参院選比例代表選で約50万票を獲得して民主党比例区トップ当選したのは自治労の相原久美子であった。

### 現職議員

#### 衆議院
- 逢坂誠二（北海道8区・立憲民主党）[15]
- 波多野翼（福井1区・立憲民主党）[15]
- 新垣邦男（沖縄2区・社会民主党）[15]

#### 参議院
- 伊波洋一（沖縄県・無所属・2028年改選）
- 鬼木誠（比例区・立憲民主党・2028年改選）
- 岸真紀子（比例区・立憲民主党・2031年改選）[16]
- 吉田忠智（大分県・立憲民主党・2031年改選）[16]

#### 地方議員
- 小林千代美（旧衆議院議員・現北海道議会議員）[17]

### 旧議員
- 仙谷由人（徳島一区・日本社会党→社会民主党→民主党・徳島県）[14]
- 金田誠一（元函館自治労書記長[14]）
- 相原久美子（比例区・民主党・自治労本部組織局次長[14]）
- 峰崎直樹（元自治労北海道本部調査室長）
- 筒井信隆（のちにJAM単独の組織内議員）
- 伊東秀子（日本社会党[14]）
- 高嶋良充（比例区・元自治労書記長[14]）
- 長谷百合子（旧東京11区・日本社会党）
- 江崎孝（比例区・立憲民主党）

## 不祥事・批判
加入強制問題
自治労傘下の公務員労働組合の影響が強い役所・団体では、新人研修などで加入を拒否すると「無責任」と吊し上げ、不利益をほのめかすなどして、組合への強制加入および組合費の天引きを慣例のように行っていた。日本人は政治活動を行う者が少ないが、関西を中心に公務員労組への加入率が高いのには、このようなことが背景にあった。また、このような手法で高く維持された組織率は、「皆加入しているのに拒否するのか」という新人職員への圧力として利用され、さらに組織率を上げるのに使われた。その天引きで得た多額の資金をもとに政治活動を行い、自治労出身議員を輩出するのに利用していたが、大阪府や大阪市でのヤミ専従が発覚したことで国民の反発が強まり、「自治労打倒」を訴える橋下徹が躍進。以降、それまで大阪府知事や大阪市長は慣例的に労組出身者が就いていたが、公務員労組の影響が弱まり、大阪では自治労支持の議員が1人以下になるなどした。
また神戸の神戸市職労組合も同様の手法で組織率90%に達していたが、ヤミ専従問題発覚後、組織幹部は「市職員を組合へ強制加入させていた件に対して、組合費の給与天引きや加入継続の意向を全員に確認する」と述べた。この件に関し、日本共産党の赤田勝紀神戸市議会議員は自身のブログで、「チェック・オフ制度（天引き制度）とヤミ専従とは何の関係もない」と主張している。
民主党の労組依存問題
日本経済新聞は相次ぐ労組の経理の不透明さ・不正問題から、組織の近代化・民主党と労組との関係の全国規模調査をする必要性を訴え、「数を頼みに様々な疑惑にフタをするような対応は許されない」と批判している。
自治労北海道における北教組との逮捕
小林千代美衆院議員（北海道5区）の陣営に2008年12月から2009年7月に4回計1600万円の不正な選挙資金を提供した疑いで、北教組の委員長代理、小林陣営の経理担当だった自治労北海道財政局長ら4人が逮捕された。
自治労山梨県本部におけるパワハラ問題
自治労山梨県本部で書記を務めていた50歳代の女性職員が、2019年頃から、勤務する自治体において、書記次長だった38歳男性に、子供の送迎のため時間休を申請したところ、「休まないで」と大声で言われたり、別の日には「俺はおの仕事をするために来たんじゃない」、「働かないからクビですね」、「何も働かない。休めていいね」などの言葉を掛けられたり、怒鳴られたりするなどした。女性は当時の中央執行委員長（現・連合山梨事務局長）に何度か相談をしたものの、取り合ってもらえず、のみならず怒鳴られたりもした。女性は鬱病の症状が出て休職し、その後同年12月に退職。女性は2020年7月に、委員長と書記次長を相手取り、それぞれに慰謝料110万円の支払いを求め甲府地方裁判所に提訴。書記次長とは2022年3月に和解が成立したが、中央執行委員長はその後も争う姿勢をとった。2022年9月1日に同地裁は、中央執行委員長の一連の行為がパワーハラスメントに当たると認定したほか、書記次長によるパワハラに対して適切な対応を取らなかった注意義務違反も認定し、22万円の支払いを命じた。この件では、労働者の権利を守る立場の労働組合でパワハラ行為があったことに加え、労組の幹部と一般職員との間で、パワハラの認識に相違があることも問題視されている。
自治労加盟の社保庁による年金記録問題
傘下組合による不祥事
新潟市職員労働組合による着服
2021年に自治労傘下の、新潟市職員や新潟の市民病院の職員らが加盟する新潟市職員労働組合の50歳代の女が、2012年頃から9年間も計3000万円以上の組合費と共済掛け金を着服していたことが発覚した。

## 組織
個別記事がある組織については該当記事を参照。

### 本部組織
- 大会
- 中央委員会
- 中央執行委員会
  - 書記局
    - 総合総務企画局
      - 企画担当
      - 国際担当
      - 総務担当
      - 報道担当

    - 総合労働局
    - 総合政治政策局
      - 社会保障担当
        - 社会福祉評議会
        - 衛生医療評議会

      - 政治政策担当

    - 総合組織局
      - 組織担当
      - 現業評議会
      - 公営企業評議会
      - 町村評議会
      - 政府関係労働組合評議会
      - 青年部
      - 女性部
      - 公営競技評議会
（旧・全国競走労働組合）

    - 総合公共民間局
      - 公共サービス民間労働組合評議会
      - 組織拡大担当
      - 全国一般評議会
（旧・全国一般労働組合）

    - 総合都市交通局
      - 都市公共交通評議会

    - 監査室

  - 財政局

### 外部、その他
- 自治労共済・自治労事業本部

### 地方組織
各都道府県本部が地区連絡協議会（地連）を構成しており、各都道府県本部のもと、各単位組合があり、各単位組合のもと、支部・分会がある。
- 北海道地区連絡協議会
  - 北海道本部
- 東北地区連絡協議会
  - 青森県、岩手県、宮城県、秋田県、山形県、福島県、新潟県
- 関東甲地区連絡協議会
  - 群馬県、栃木県、茨城県、埼玉県、千葉県、東京都、神奈川県、山梨県
- 北信地区連絡協議会
  - 長野県、富山県、石川県、福井県
- 東海地区連絡協議会
  - 静岡県、愛知県、岐阜県、三重県
- 近畿地区連絡協議会
  - 滋賀県、京都府、奈良県、和歌山県、大阪府、兵庫県
- 中国地区連絡協議会
  - 岡山県、広島県、鳥取県、島根県、山口県
- 四国地区連絡協議会
  - 香川県、徳島県、愛媛県、高知県
- 九州地区連絡協議会
  - 福岡県、佐賀県、長崎県、大分県、宮崎県、熊本県、鹿児島県、沖縄県